# Eleccions al Parlament del Regne Unit de 1964
Les eleccions al Parlament del Regne Unit de 1964 es van celebrar el 15 d'octubre de 1964. Va guanyar per majoria absoluta el Partit Laborista de Harold Wilson.

## Resultats
| Partit                     | Líder             | Vot popular | %     | Escons | Canvi (de 1964) |
| Partit Laborista           | Harold Wilson     | 12.205.808  | 44,1% | 317    | +59             |
| Partit Conservador         | Alec Douglas-Home | 12.002.642  | 43,4% | 304    | -69             |
| Partit Liberal             | Jo Grimond        | 3.099.283   | 11,2% | 9      | +3              |
| Partit Nacional Escocès    | Arthur Donaldson  | 64.044      | 0,2%  | 0      |                 |
| Plaid Cymru                | Gwynfor Evans     | 69.057      | 0,2%  |        |                 |
| Republicans independents   |                   | 101.628     | 0,4%  |        |                 |
| Comunistes                 | John Gollan       | 46.442      | 0,2%  |        |                 |
| Partit Republicà Laborista | Gerry Fitt        | 14.678      | 0,01% | -      | -               |